# 格氏雀麗魚
格氏雀麗魚，為輻鰭魚綱䲁形目麗魚科口孵非鯽屬的其中一種，被IUCN列為易危保育類動物，分布於非洲坦尚尼亞及肯亞Magadi及Nakuru湖流域，體長可達20公分，棲息在中底層水域，主要在夜晚活動，雄魚具有領域性，以無脊椎動物為食，可作為觀賞魚。